# Anton Križanič
Anton Križanič, slovenski veleposestnik, lastnik tovarne pohištva in politik, * 20. december 1847, Kanal, † 18. februar 1926, Kanal.
Bil je veleposestnik in župan v Kanalu ob Soči. Deloval je v narodnonapredni stranki in v vodstvu Trgovsko obrtne zadruge v Gorici. V izvršni odbor narodnonapredne stranke je bil izvoljen 24. januarja 1907, v splošno kurijo goriškega deželnega zbora pa 9. marca 1908. Za župana v Kanalu je bil izvoljen leta 1902, 1907 in 1912. Na županskem mestu ga je 14. decembra 1912 nadomestil Franc Gorjup, ker se je Križanič zaradi moralnih razlogov, saj je njegova tovarna pohištva v Klavžah v prišla v položaj, ko dalj časa ni mogla izpolnjevati sprejetih obveznosti, 28. novembra 1912 županstvu odpovedal.